# ベツェル
ベツェルは旧約聖書に登場する逃れの町に指定された町の一つである。
ルベン族の割り当て地の中にあって、メラリ氏族のレビ人の町とされた。ヨルダン川の東側でモーセが逃れの町として指定した3つの内の一つである。
モアブ領に残る、メシャ王が建てたメシャの碑石によると、モアブ王メシャはイスラエルの圧力で、アルノン川以北の地域からイスラエル人を追い出して、ベツェルを再建した。